# Рибник (Хрватска)
Рибник је насељено место и седиште општине у Карловачкој жупанији, Република Хрватска.

## Историја
До територијалне реорганизације у Хрватској налазио се у саставу бивше велике општине Озаљ. Као део Кордуна био је прелазна тачка Турака на походу према Крањској и Штајерској, нарочито ја страдао почетком 15. века (1406—1408) у походу Турака на Метлику.

## Становништво
Према попису становништва из 2011. године, насеље Рибник је имало 113 становника, а као општина 475.